# Générateur de neutrons

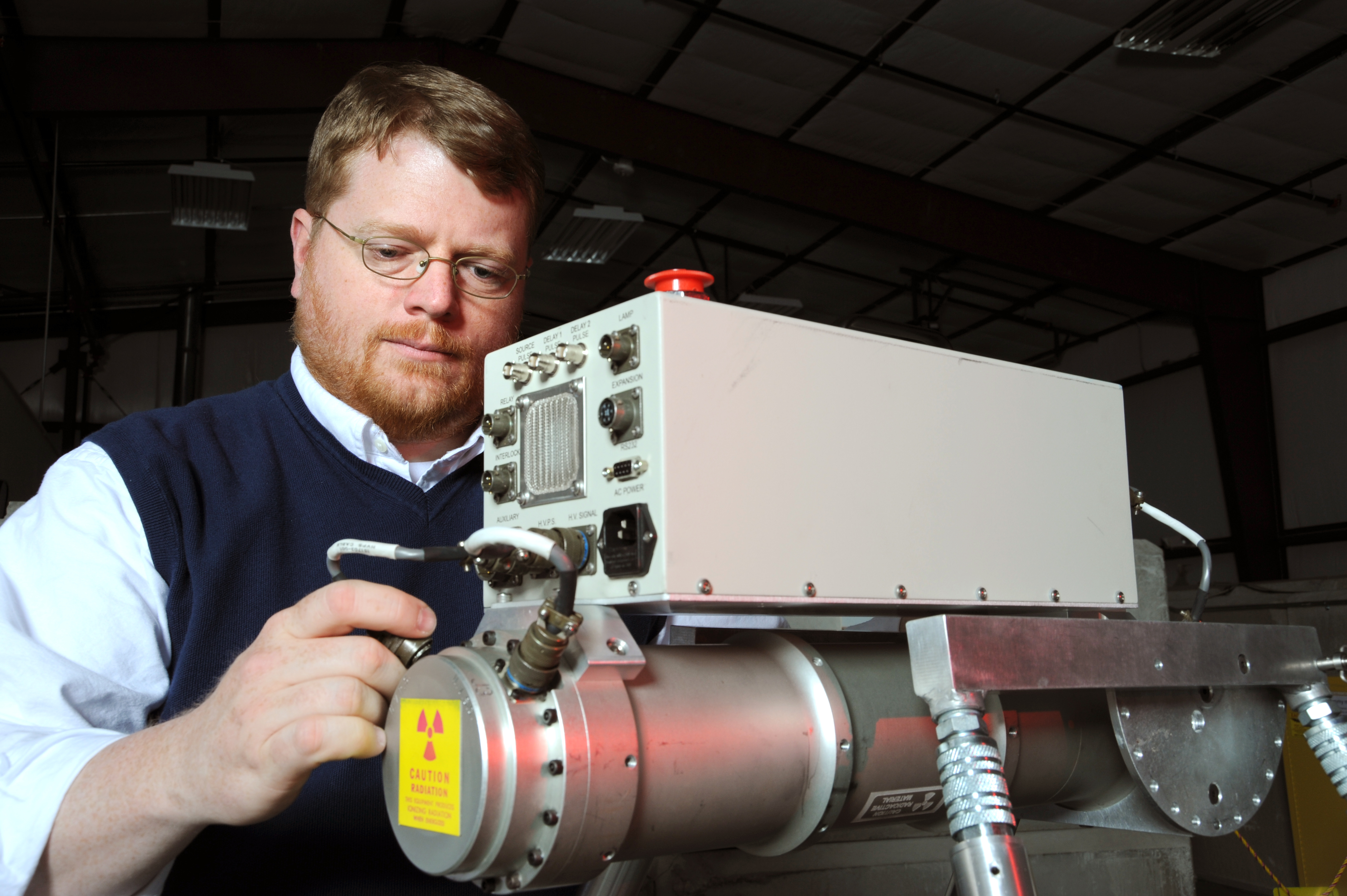
Un physicien nucléaire de l'INL se prépare à réaliser une expérience à l'aide d'un générateur de neutrons.

Un générateur de neutrons est une machine source de neutrons, permettant de produire un faisceau de neutrons monoénergétiques. Il se distingue des sources isotopiques de neutrons par sa capacité à produire des neutrons « à la demande » dans diverses configurations : faisceaux pulsés, énergies différentes, etc. Les générateurs de neutrons sont principalement utilisés comme amorces dans les armes nucléaires et servent également à analyser la matière par les différents rayonnements induits par les neutrons lorsqu'ils rencontrent des atomes (prospection minière, détection d'explosifs...).
Le fonctionnement d'un tel générateur repose sur une réaction nucléaire de fusion de noyaux d'isotopes lourds de l'hydrogène : deutérium et tritium. Le deutérium ionisé est propulsé par un champ électrique sur une cible (principalement en titane) enrichie en tritium ou en deutérium.
Deux types de réactions sont utilisées, fournissant des neutrons à deux énergies différentes : 
- (D,D) : production de neutrons de 2,5 MeV ;
- (D,T) : production de neutrons de 14,1 MeV.

Des débits de fluence importants peuvent ainsi être produits, jusqu'à 1010 neutrons/s émis sur 4 π sr.